# 动态范围压缩
动态范围压缩（DRC - dynamic range compression）可以动态调整音频输出幅值，在音量大时压制音量在某一范围内，在音量小时适当提升音量。通常用于控制音频输出功率，使扬声器不破音，当处于低音量播放时也能清晰听到。